# Nieuwendijkbrug (Itegem)
De Nieuwendijkbrug is een betonnen liggerbrug over de Grote Nete in Itegem, een deelgemeente van Heist-op-den-Berg in de Belgische provincie Antwerpen. De brug werd gebouwd in 1993 en ligt op de baan tussen Itegem en Herenthout.
De Grote Nete tussen de Nieuwendijkbrug en de Lodijkbrug in Heist-op-den-Berg is sinds 2004 een beschermd landschap.

## Geschiedenis
De Nieuwendijkbrug wordt in Itegem ook de Trambrug genoemd. In 1904 werd de ruim 20 km lange tramlijn 121 tussen Itegem en Zandhoven in gebruik genomen. In de Eerste Wereldoorlog werden de sporen over de hele lengte uitgebroken om te gebruiken in de oorlogsindustrie. Na de oorlog werd de lijn terug aangelegd zodat vanaf 1921 terug met de tram kon gereden worden. De laatste tram op lijn 121 reed op 30 juni 1950. Vanaf 17 maart 1952 werd het baanvak Bouwel - Itegem opgebroken.